# Arabsat
Arab Satellite Communications Organization (spesso abbreviato in Arabsat) è il principale operatore di telecomunicazioni satellitari nel mondo arabo, con sede nella città di Riad, Arabia Saudita. Arabsat possiede e gestisce cinque piattaforme satellitari alla posizione orbitale 20°, 26° e 30.5° est. Arabsat è stata creata per fornire servizi di telecomunicazioni satellitari, pubblici e privati negli stati Arabi, in ossequio agli standard internazionali. Con più di venti nazioni membri, l'organizzazione gioca un ruolo fondamentale nel migliorare le comunicazioni nel mondo arabo.